# Liliowe (roślina)
Liliowe (Liliidae J.H. Schaffn.) – podklasa roślin należąca do klasy jednoliściennych. Nazwa podklasy pochodzi od typowego przedstawiciela – lilii (Lilium).

## Systematyka
Pozycja podklasy w systemie Reveala
Gromada okrytonasienne (Magnoliophyta Cronquist), podgromada Magnoliophytina Frohne & U. Jensen ex Reveal, klasa jednoliścienne (Liliopsida Brongn.), podklasa liliowe (Liliidae J.H. Schaffn.).
Podział Reveala
- Nadrząd: Lilianae Takht.
  - Rząd: agawowce (Agavales Hutch.)
    - Rodzina: agawowate (Agavaceae Endl.)
    - Rodzina: aloesowate (Aloaceae Batsch)
    - Rodzina: funkiowate, hostowate (Hostaceae B. Mathew)
    - Rodzina: formiowate (Phormiaceae J. Agardh)
    - Rodzina: liliowcowate (Hemerocallidaceae R. Br.)
    - Rodzina: pajęcznicowate (Anthericaceae J. Agardh)
    - Rodzina: złotogłowowate, asfodelowate (Asphodelaceae Juss.)
    - Rodzina: Anemarrhenaceae Conran
    - Rodzina: Aphyllanthaceae Burnett
    - Rodzina: Blandfordiaceae R. Dahlgren & Clifford
    - Rodzina: Calectasiaceae Endl.
    - Rodzina: Dasypogonaceae Dumort.
    - Rodzina: Doryanthaceae R. Dahlgren & Clifford
    - Rodzina: Herreriaceae Endl.
    - Rodzina: Johnsoniaceae Lotsy
    - Rodzina: Laxmanniaceae Bubani
    - Rodzina: Xanthorrhoeaceae Dumort.

  - Rząd: krasnolicowce (Alstroemeriales Hutch.)
    - Rodzina: krasnolicowate (Alstroemeriaceae Dumort.)

  - Rząd: amarylkowce (Amaryllidales Bromhead)
    - Rodzina: czosnkowate (Alliaceae J. Agardh)
    - Rodzina: amarylkowate (Amaryllidaceae J. St.-Hil.)
    - Rodzina: hiacyntowate (Hyacinthaceae Batsch)
    - Rodzina: Hesperocallidaceae Traub
    - Rodzina: Themidaceae Salisb.

  - Rząd: szparagowce (Asparagales Bromhead)
    - Rodzina: szparagowate (Asparagaceae Juss.)
    - Rodzina: konwaliowate (Convallariaceae Horan.)
    - Rodzina: Hypoxidaceae R. Br.
    - Rodzina: Ophiopogonaceae Endl.

  - Rząd: Asteliales Dumort.
    - Rodzina: Asteliaceae Dumort.
    - Rodzina: dracenowate (Dracaenaceae Salisb.)
    - Rodzina: ruszczykowate (Ruscaceae Sprengl. ex Hutch.)
    - Rodzina: Geitonoplesiaceae R. Dahlgr. ex Conran
    - Rodzina: Luzuriagaceae Lotsy
    - Rodzina: Nolinaceae Nakai
    - Rodzina: Philesiaceae Dumort.

  - Rząd: Burmanniales Heintze
    - Podrząd: Burmanniineae Engl.
      - Rodzina: Burmanniaceae Blume
      - Rodzina: Corsiaceae Becc.

  - Rząd: zimowitowce (Colchicales Dumort.)
    - Rodzina: zimowitowate (Colchicaceae DC.)
    - Rodzina: jagodowcowate (Uvulariaceae A. Gray ex Kunth)
    - Rodzina: Burchardiaceae Takht.
    - Rodzina: Calochortaceae Dumort.
    - Rodzina: Scoliopaceae Takht.
    - Rodzina: Tricyrtidaceae Takht.

  - Rząd: pochrzynowce (Dioscoreales Hook.f.)
    - Rodzina: pochrzynowate (Dioscoreaceae R. Br.)
    - Rodzina: Avetraceae Takht.
    - Rodzina: Croomiaceae Nakai
    - Rodzina: Pentastemonaceae Duyfjes
    - Rodzina: Stemonaceae Engl.
    - Rodzina: Stenomeridaceae J. Agardh
    - Rodzina: Taccaceae Dumort.
    - Rodzina: Trichopodaceae Hutch.

  - Rząd: Hanguanales R. Dahlgren ex Reveal
    - Rodzina: Hanguanaceae Airy Shaw

  - Rząd: kosaćcowce (Iridales Raf.)
    - Podrząd: Iridineae Engl.
      - Rodzina: kosaćcowate (Iridaceae Juss.)

  - Rząd: liliowce (Liliales Perleb)
    - Podrząd: Liliineae Rchb.
      - Rodzina: liliowate (Liliaceae Juss.)
      - Rodzina: Medeolaceae (S. Wats.) Takht.

  - Rząd: melantkowce (Melanthiales R. Dahlgre ex Reveal)
    - Rodzina: melantkowate (Melanthiaceae Batsch)
    - Rodzina: Campynemataceae Dumort.
    - Rodzina: Chionographidaceae (Nakai) Takht.
    - Rodzina: Heloniadaceae J. Agardh
    - Rodzina: Japonoliriaceae Takht.
    - Rodzina: Xerophyllaceae Takht.

  - Rząd: Nartheciales Reveal & Zomlefer
    - Rodzina: Nartheciaceae Fr. ex Bjurzon

  - Rząd: storczykowce (Orchidales Raf.)
    - Podrząd: Orchidineae Rchb.
      - Rodzina: storczykowate (Orchidaceae Juss.)

  - Rząd: Petrosaviales Takht.
    - Rodzina: Petrosaviaceae Hutch.

  - Rząd: Smilacales Lindl.
    - Rodzina: kolcoroślowate (Smilacaceae Vent.)
    - Rodzina: Petermanniaceae Hutch.
    - Rodzina: Rhipogonaceae Conran & Clifford

  - Rząd: Tecophilaeales Traub ex Reveal
    - Rodzina: iksjoliriowate (Ixioliriaceae (Pax) Nakai)
    - Rodzina: Cyanastraceae Engl.
    - Rodzina: Eriospermaceae Endl.
    - Rodzina: Lanariaceae H. Huber ex R. Dahlgren & A.E. van Wyk
    - Rodzina: Tecophilaeaceae Leyb.
    - Rodzina: Walleriaceae (R. Dahlgren) Takht.

  - Rząd: kosatkowce (Tofieldiales Reveal & Zomlefer)
    - Rodzina: kosatkowate (Tofieldiaceae Takht.)

  - Rząd: Trilliales Takht.
    - Rodzina: Trilliaceae Lindl.